# هوراسيو فيرير
هوراسيو فيرير (بالإسبانية: Horacio Ferrer) (و. 1933 – 2014 م) هو شاعر، وكاتب مسرحي، وصحفي، ومؤلف، وكاتب، وشاعر غنائي من الأرجنتين، والأوروغواي، ولد في مونتفيدو، توفي في بوينس آيرس، عن عمر يناهز 81 عاماً، بسبب قصور القلب.

## وصلات خارجية
- هوراسيو فيرير على موقع IMDb (الإنجليزية)
- هوراسيو فيرير على موقع ميوزك برينز (الإنجليزية)
- هوراسيو فيرير على موقع ديسكوغز (الإنجليزية)

- هوراسيو فيرير في قاعدة بيانات الأفلام على الإنترنت